# Opharus ochraceovirida
Opharus ochraceovirida är en fjärilsart som beskrevs av Embrik Strand 1921. Opharus ochraceovirida ingår i släktet Opharus och familjen björnspinnare. Inga underarter finns listade i Catalogue of Life.